# Berejani
Berejani (ucraïnès: Бережани; rus: Бережаны; en polonès: 'Brzeżany'; en armeni: Բերեժան) és una vila de l'óblast de Ternòpil, a Ucraïna, i el centre administratiu del raion de Berejani.

## Geografia
Berejani és regada pel riu Zolotà Lipa, un afluent del Dnièster, que forma un reservori de 130 hectàrees aigües amunt de la ciutat. Es troba a 48 km a l'oest de Ternòpil i a 414 km al sud-oest de Kíev.

## Història
La primera menció escrita del lloc es remunta a 1374. És en 1534 quan Mikołaj Sieniawski comença a construir una gran fortalesa sobre una petita illa del riu Zolotà Lipa, coneguda amb el nom de castell de Berejani.
Entre els segles xiv i XVIII Berejani va pertànyer a la Confederació de Polònia i Lituània. Va rebre els privilegis urbans (Drets de Magdeburg el 19 de març de 1530 per part del rei Segimon I Jagelló el Vell. La vila fou durant molt de temps propietat dels magnats de la família polonesa dels Sieniawski, i després dels Lubomirski i els Potocki. La seva situació favorable en la ruta que uneix Lviv amb Trembowla és un actiu que afavoreix el seu desenvolupament, però també desperta passions, de manera que el 1534 es va començar a construir un castell que es va completar vint anys més tard. Aquest castell resistí tots els atacs fins al 1648, quan els cosacs liderats per Bohdan Khmelnitski atacaren la plaça amb èxit, de la mateixa manera que els suecs el 1655. En 1675 i 1676 van tenir lloc ferotges combats contra els turcs. A finals del segle xviii Berejani tenia prop de 8.000 habitants.
Des de la primera partició de Polònia, en 1772, fins al 1918, la vila, anomenada Brzezan abans del 1867, formà part de la monarquia austrohongaresa (Imperi austríac), després Àustria-Hongria (Cisleitània després del compromís de 1867), cap i casal del districte del mateix nom, un dels Bezirkshauptmannschaften (poviats) a la província (Kronland) de Galítsia en 1900.
En 1900, la vila, anomenada Brzezany, tenia 10.610 habitants.

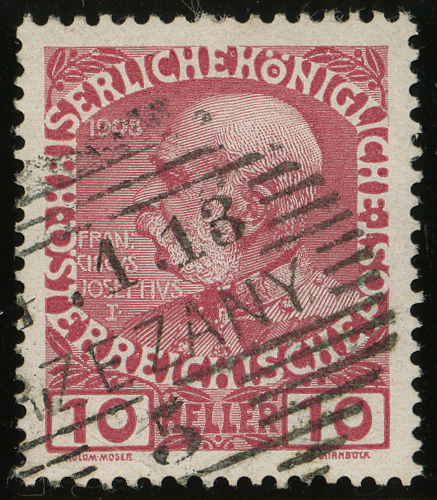
Jubileu de l'emperador Francesc Josep amb una obliteració « Brzezany » de 1913.

Berejani canvià molts cops de mans durant la Primera Guerra Mundial i en el transcurs del conflicte que enfrontà Polònia amb la Rússia bolxevic. La pau de Riga (18 de març de 1921) l'atribuí finalment a Polònia.
La població de Berejani era de 12.300 habitants (dels quals un 42,2% eren polonesos ètnics, un 35,5% eren jueus i un 22,3% eren ucraïnesos) en 1939. Després de la guerra defensiva polonesa de 1939 i l'adveniment de la Segona Guerra Mundial, la vila fou ocupada per l'Alemanya Nazi del 7 de juliol de 1941 al 22 de juliol de 1944. Durant aquesta ocupació, la vila fou assignada al Govern General. La comunitat jueva de la vila fou completament destruïda durant la guerra: al voltant de 2.300 jueus van ser assassinats a Berejani o a la rodalia; d'altres foren deportats o trobaren la mort al gueto o en un camp de treball proper. De 1942 al final de la guerra, la regió fou escenari d'una intensa activitat de la resistència polonesa, que alliberà breument la vila el 1944, abans de l'arribada de l'Exèrcit Roig. El 1945, Galítsia oriental fou annexada per la Unió Soviètica i adscrita a la República Socialista Soviètica d'Ucraïna.
Des del 1991, forma pert de la Ucraïna independent.

## Personalitats lligades a la ciutat
- Vassil Ivantxuk, Gran Mestre Internacional d'escacs.